# China-Airlines-Flug 204
China-Airlines-Flug 204 (Flugnummer IATA: CI204, ICAO: CAL204, Funkrufzeichen: DYNASTY 204) war ein innertaiwanischer Linienflug der China Airlines vom  Flughafen Hualien zum Flughafen Taiwan Taoyuan. Am 26. Oktober 1989 wurde der Flug mit einer Boeing 737-209(adv) durchgeführt. Aufgrund von Fehlern beim Abflugverfahren wurde die Maschine drei Minuten nach dem Start in die Chiashan-Bergkette geflogen. Alle 54 Insassen kamen dabei ums Leben.

## Maschine
Das betroffene Flugzeug war zum Zeitpunkt des Unfalls zwei Jahre und elf Monate alt. Die Maschine wurde im Werk von Boeing in Renton (Washington), Washington gebaute Boeing 737-209(adv) mit der Werknummer 23795 und der Modellseriennummer 1319. Der Erstflug der Maschine war am 3. Dezember 1986 durchgeführt worden, am 19. Dezember 1986 wurde sie mit dem Luftfahrzeugkennzeichen B-180 an die China Airlines ausgeliefert. Das zweistrahlige Mittelstreckenflugzeug war mit zwei Mantelstromtriebwerken des Typs Pratt & Whitney JT8D-9A ausgerüstet.

## Besatzung
Den Flug von Hualien nach Taipeh hatten 47 Passagiere angetreten. Es befand sich eine siebenköpfige Besatzung an Bord, die durch den Flugkapitän Wu-Wei Tien (吴维天), der der Fluggesellschaft seit 15 Jahren angehörte und in dieser Zeit 6.500 Stunden Flugerfahrung absolviert hatte, angeführt wurde. Es befand sich ein relativ unerfahrener Erster Offizier an Bord.

## Unfallhergang
Am Abend des 26. Oktober 1989 startete die Boeing 737-209(adv) um 18:45 Uhr Ortszeit von der Startbahn 03 des Flughafens Hualien zum China-Airlines-Flug 204 nach Taipeh. Die Flugdauer sollte 30 Minuten betragen. Um 18:55 Uhr, zehn Minuten nach dem Start, kollidierte die Maschine in der Dunkelheit mit einem Berg im Chiashan-Gebirge. Der Ort des Aufpralls befand sich in einer Höhe von ca. 2.100 Metern (ca. 7.000 Fuß) sowie etwa 5,5 Kilometer nördlich des Flughafens.

## Ursache
Da die Wrackteile der Maschine in mehreren Tälern verstreut lagen, gestaltete sich die Suche nach dem Cockpit Voice Recorder der Maschine schwierig. Er wurde erst nach einer fast einmonatigen Suche am 24. November gefunden und war bei der Rekonstruktion der Unfallursache von entscheidender Bedeutung. Die Flugunfalluntersuchung ergab, dass der Flugunfall auf einen Fehler des Flugkapitäns zurückzuführen war, der mit der Maschine nach links und damit westwärts in Richtung der Berge anstatt nach rechts und damit ostwärts in Richtung des Meeres abgebogen war. Der Kurs, den der Kapitän mit der Maschine genommen hatte, entsprach dem Abflugverfahren der Startbahn 21 des Flughafens Hualien und war entgegengesetzt zu dem von Startbahn 03, von der die Maschine startete. Das Ground Proximity Warning System habe sich zwar aktiviert und die Warnung Terrain, terrain; Pull up, Pull up. ausgegeben, jedoch sei dem Kapitän nicht mehr genug Zeit verblieben, um die Kollision mit dem Berg abzuwenden. Der Erste Offizier sei zu unerfahren gewesen, um die Fehler des Flugkapitäns zu bemerken. Auch der Flugsicherung wurde eine Mitverantwortung an dem Unfall zugeschrieben, da die Lotsen nicht bemerkt hatten, dass die Maschine in die falsche Richtung abgebogen war und den Flugkapitän daher auch nicht gewarnt hatten, dass er vom Kurs abgekommen war. Darüber hinaus stellten die Flugunfallermittler eine schlechte Flugvorbereitung, eine unzureichende Befolgung der Checklisten für den Start und ein unzureichendes Crew Resource Management fest.